# Alleanza Popolare (San Marino)
Alleanza Popolare (AP) è stato un partito politico sammarinese, a ispirazione liberaldemocratica e riformista, fondato nel 1993.
Si è chiamato Alleanza Popolare dei Democratici Sammarinesi dal 1993 al 25 giugno 1998, quando ha cambiato la sua denominazione in Alleanza Popolare dei Democratici Sammarinesi per la Repubblica, e ha infine assunto il nome attuale il 24 luglio 2006 fino alla dissoluzione avvenuta a fine 2017, in quanto alle ultime elezioni generali del 2016 è confluito nel partito Repubblica Futura.
Il simbolo di Alleanza Popolare è costituito dalla testa della Statua della Libertà, che si trova in Piazza della Libertà nella Città di San Marino, in scale di grigio.

## Storia
È stato fondato il 10 gennaio 1993.
Dal giugno al dicembre 2002 partecipa a un esecutivo con il Partito dei Democratici (PdD) ed il Partito Socialista Sammarinese (PSS).
Alle elezioni politiche del 4 giugno 2006, il partito ha ottenuto 2657 voti, pari al 12%, conquistando 7 seggi al Consiglio Grande e Generale, si tratta del miglior risultato di sempre, in termini di consenso. Il partito ha dato vita alla coalizione di governo con Sinistra Unita e con il Partito dei Socialisti e dei Democratici, coalizione che si è sciolta dopo le elezioni politiche del 9 novembre 2008.
Il 27 novembre 2007, insieme al Partito dei Socialisti e dei Democratici (PSD), Movimento dei Democratici di Centro (DdC) e Sinistra Unita (SU) forma un nuovo governo di maggioranza.
Il 9 giugno 2008 Alleanza Popolare indice una conferenza stampa in cui viene comunicata l'intenzione di ritirare la propria delegazione di governo a supporto della maggioranza in carica .
Il 10 settembre 2008 Alleanza Popolare si presenta ufficialmente assieme ad altre formazioni politiche a San Marino con una nuova coalizione chiamata Patto per San Marino destinata dopo le elezioni del 9 novembre 2008 ad assumere il governo della Repubblica.
L'11 novembre 2012 Alleanza Popolare si presenta alle elezioni in una nuova coalizione San Marino Bene Comune destinata ad assumere nuovamente il governo
Il 27 luglio 2016 Alleanza Popolare ritira la propria delegazione di governo provocando lo scioglimento anticipato del Consiglio Grande e Generale e le elezioni anticipate del 20 novembre 2016
il 24 febbraio 2017 è tra i fondatori di Repubblica Futura.

## Ideologia
I valori a cui si ispira Alleanza Popolare (AP) sono i seguenti:
Condizioni fondamentali saranno la separazione dei poteri con una puntuale definizione delle competenze e dei limiti del Congresso di Stato e della funzioni di controllo sugli atti del Governo da parte del Consiglio Grande e Generale e l'effettiva indipendenza della magistratura. Perseguiremo l'obiettivo di una legislazione chiara sulle incompatibilità sia per evitare il cumulo delle funzioni che accentrano il potere in poche persone, sia per valorizzare il ruolo proprio di ogni organismo e primo tra tutti il Consiglio Grande e Generale.
Riteniamo che il referendum, quale espressione diretta e autentica della volontà popolare, non possa essere asservito al potere politico ma debba trovare una più ampia valorizzazione. Sosteniamo la modifica della legge elettorale affinché il diritto/dovere del voto sia sempre più espressione libera e vera dei cittadini sammarinesi e non pura merce di scambio.
Ci richiamiamo alla cultura di una sana economia di mercato che, ancorata ai valori della solidarietà, esalti le capacità individuali e la dignità del lavoro. Rifiutiamo la tendenza oggi dominante nel nostro Paese all'assistenzialismo generalizzato che brucia risorse di tutti e che crea un costume negativo.
Lo Stato deve selezionare il proprio ruolo di gestore di attività economiche riconducendo le sue funzioni a quelle di oculato e trasparente erogatore di servizi con criteri di economia e di efficienza.
Ci impegniamo per la salvaguardia della libertà di informazione che il potere politico cerca di condizionare. I nuovi strumenti, seppur limitati, di comunicazione di cui il Paese sta per dotarsi non dovranno costituire l'occasione di nuove spartizioni partitiche ma di effettivo pluralismo. Mentre continua una urbanizzazione disordinata legata alle spinte più disparate, giunti molto vicino al livello di guardia nell'uso del territorio dell'ambiente, è necessario sensibilizzare il Paese al di là delle visioni egoistiche per creare un assetto compatibile con la nostra dimensione territoriale.
Riteniamo che le tradizioni migliori della Repubblica non debbano essere un alibi per un conservatorismo fuori tempo, ma uno stimolo per rendere attuali i valori della identità di Stato pur consapevoli delle nostri dimensioni.
Il senso morali del nostro impegno è testimoniato dal rifiuto di comode posizione nelle strutture dei partiti e nell'affrontare, senza altra forza che la nostra personale onestà politica, una difficile strada solo ed esclusivamente nell'interesse generale del Paese.»
(Manifesto Costitutivo di Alleanza Popolare dei Democratici Sammarinesi approvato il 22 febbraio 1993, I temi fondamentali)

## Risultati elettorali
| Elezioni       | Lista                                                           | Voti  | %     | Seggi |
| -------------- | --------------------------------------------------------------- | ----- | ----- | ----- |
| Politiche 1993 | Alleanza Popolare dei Democratici Sammarinesi                   | 1 676 | 7,70  | 4     |
| Politiche 1998 | Alleanza Popolare dei Democratici Sammarinesi                   | 2 139 | 9,81  | 6     |
| Politiche 2001 | Alleanza Popolare dei Democratici Sammarinesi per la Repubblica | 1 794 | 8,23  | 5     |
| Politiche 2006 | Alleanza Popolare dei Democratici Sammarinesi per la Repubblica | 2 657 | 12,05 | 7     |
| Politiche 2008 | Alleanza Popolare                                               | 2 415 | 11,52 | 7     |
| Politiche 2012 | Alleanza Popolare                                               | 1 165 | 6,71  | 4     |

## Struttura

### Presidenti
- Luciano Sansovini
- Carlo Franciosi dal 24 luglio 2006
- Mario Venturini dal 10 ottobre 2009

### Coordinatori
- Roberto Giorgetti dal 2001 al 2006
- Mario Venturini dal 24 luglio 2006
- Alberto Selva dal 10 ottobre 2009
- Stefano Palmieri dal 20 dicembre 2010

### Altri organi del partito
- Assemblea
- Gruppo di coordinamento
- Collegio dei garanti
- Gruppo consiliare

### Eletti a cariche istituzionali
- Capitano Reggente: Valeria Ciavatta dal 1º ottobre 2003 al 1º aprile 2004 Roberto Giorgetti dal 1º ottobre 2006 al 1º aprile 2007, Assunta Meloni dal 1º ottobre 2008 al 1º aprile 2009 Stefano Palmieri dal 1º ottobre 2009 al 1º aprile 2010 Andrea Zafferani dal 1º ottobre 2010 al 1º aprile 2011 Matteo Fiorini dal 1º ottobre 2011 al 1º aprile 2012
- Segretario di Stato agli Affari Interni, Protezione Civile ed attuazione del programma di Governo: Valeria Ciavatta dal 27 luglio 2006
- Segretario di Stato all'Industria, Artigianato, Commercio, Ricerca e rapporti con le Aziende Autonome di Stato: Tito Masi dal 27 luglio 2006 - 9 novembre 2008
- Segretario di Stato agli affari esteri Antonella Mularoni dal 2 dicembre 2008

### Organizzazione giovanile
Il movimento giovanile di Alleanza Popolare è Alternativa Giovanile (AG), fondato il 23 luglio 2005, il quale è membro fondatore dei Giovani Democratici per l'Europa (YDE), giovanile del Partito Democratico Europeo (PDE).